# Winrich Behr
Winrich Hans Hubertus Behr (Berlijn, 22 januari 1918 - Hubbelrath, 25 april 2011) was een Duitse legerofficier en later diplomaat en zakenman.

## Opleiding en begin carrière in het leger
Behr is een afstammeling van een Berlijnse officiersfamilie. Vier generaties van deze familie vochten mee in de oorlog tegen Frankrijk. Behr studeerde in Berlijn aan de legeracademie. Op 1 januari 1938 werd hij bevorderd tot luitenant. Zo nam hij, aan het begin van de Tweede Wereldoorlog, als legerofficier bij de derde Pantserdivisie deel aan de inval van Polen. Hij raakte in de Slag om Frankrijk gewond toen hij daar met zijn divisie strijd voerde. Op 15 januari 1941 werd Behr overgeplaatst naar Afrika. Daar kreeg hij, na promotie tot Oberleutnant, het bevel over een compagnie van de Vijfde Licht Gemotoriseerde Divisie. In Afrika kreeg hij het Ridderkruis van het IJzeren Kruis voor zijn werk bij de Wehrmacht.

## Stalingrad en Slag bij Arnhem
Teruggekeerd in Duitsland werd hij als Eerste Ordonnansofficier toegevoegd aan het 6e leger van bevelhebber Friedrich Paulus die de Slag om Stalingrad leidde in Rusland. In opdracht van Paulus keerde Behr halverwege januari 1943 naar de Wolfsschanze (Adolf Hitlers hoofdkwartier) terug. Behrs missie bestond erin de Führer te overtuigen van de hopeloze situatie van de Duitse troepen. Deze waren namelijk ingesloten bij de Slag om Stalingrad. Zijn missie mislukte omdat Hitler het offensief niet wilde stoppen. Om Paulus niet verder te ontmoedigen, mocht Behr niet terugkeren naar het Russische front. Tijdens de landing van de geallieerden in Normandië werd Behr in de rang van majoor-stafofficier toegevoegd aan de generale staf van de generaals Erwin Rommel en Walter Model. Hij was betrokken bij de laatste bloedige gevechten in Nederland, in het bijzonder bij de Slag om Arnhem. Toen Prins Bernhard er na de oorlog van verdacht werd dat hij de luchtlanding aan de Duitsers zou hebben verraden, heeft Winrich Behr in een notarieel vastgelegde verklaring dit gerucht ontkend.

## Werkzaamheden na de oorlog
In de jaren vijftig ging Behr als overtuigde Europeaan werken in Luxemburg bij de voorloper van de Europese Unie, de EGKS. Hij werkte er voor de eerste secretaris-generaal van de EGKS, Max Kohnstamm. Later werd hij hoofd voorlichting van de organisatie en daarna kabinetschef van de Duitse vicepresident Franz Etzel. In 1958 en 1959 was Behr in Brussel waarnemend algemeen secretaris van de Europese Commissie. Hij werd benoemd tot erelid van de Association Jean Monnet vanwege zijn inzet voor Europa. Na zijn terugkeer in Duitsland werd hij begin jaren zestig actief in het zakenleven. Hij was onder meer algemeen directeur van de Frankfurter Gesellschaft Telefonbau und Normalzeit (TN), Lehner & Co. In 1965 werd hij benoemd tot voorzitter van het oliebedrijf Aral, een functie die hij tot zijn pensionering in 1983 zou bekleden. Sinds zijn pensionering leefde hij teruggetrokken in Düsseldorf. Over zijn ervaringen in de oorlog gaf hij interviews aan diverse tijdschriften en kranten, aan de historicus Geert Mak voor diens boek In Europa en aan de Duitse journalist Guido Knopp voor zijn televisieserie over de Tweede Wereldoorlog op de Duitse televisie in de serie ZDF Zeitgerichte.

## Militaire loopbaan
- Leutnant: 1 januari 1938
- Oberleutnant: 1941
- Hauptmann:
- Major:

## Decoraties
- Ridderkruis op 15 mei 1941 als Oberleutnant en Chef van de 3./Aufklärungs-Abteilung 3 in de DAK[1][2]
- IJzeren Kruis 1939, 1e en 2e klasse[2]
- Anschlussmedaille met Gesp „Prager Burg“
- Armelband Afrika op 15 januari 1943
- Allgemeines Sturmabzeichen
- Dienstonderscheiding van Leger en Marine (Duitsland) voor (4 dienstjaren, DA IV) op 1 januari 1942
- Kruis van verdienste I. Klasse